# Sœurs Joséphines de la Sainte Trinité
Les Sœurs Joséphines de la Sainte Trinité (en latin : Instituti sororum Iosephinarum a SS. Trinitate) sont une congrégation religieuse féminine enseignante et hospitalière de droit pontifical. 

## Histoire
Les origines de la congrégation remontent à une association de femmes qui se consacre à des œuvres caritatives à Plasencia sous la direction du chanoine Eladio Mozas Santamera (es). Le 18 février 1886, quatorze femmes de ce groupe prennent l'habit religieux donnant officiellement naissance à la congrégation des sœurs Joséphines de la Sainte-Trinité. L'institut reçoit le décret de louange le 16 janvier 1933.

## Activités et diffusion
Les sœurs se consacrent à l'enseignement et aux œuvres caritatives en faveur des personnes les plus défavorisées, dans les maisons de retraite et les hôpitaux.
Elles sont présentes en:
- Europe : Espagne.
- Amérique : Chili, Honduras, Mexique, Pérou.

La maison-mère est à Madrid.
En 2017, la congrégation comptait 141 sœurs dans 29 maisons.